# Osornophryne talipes
Espèce
Statut de conservation UICN

 VU  : Vulnérable
Osornophryne talipes est une espèce d'amphibiens de la famille des Bufonidae.

## Répartition
Cette espèce se rencontre dans la province d'Imbabura en Équateur et dans les départements de Nariño et Cauca en Colombie à environ 3 400 m d'altitude dans la cordillère Centrale.

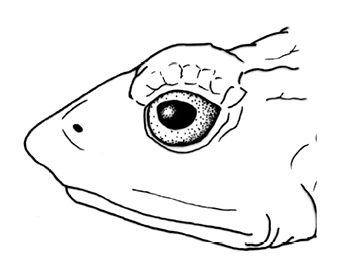
vue latérale du mâle

## Publication originale
- Cannatella, 1986 : A New Species of Osornophryne (Anura: Bufonidae) from the Andes of Ecuador. Copeia, vol. 1986, no 3, p. 618-622.